# نسرين أورياخيل

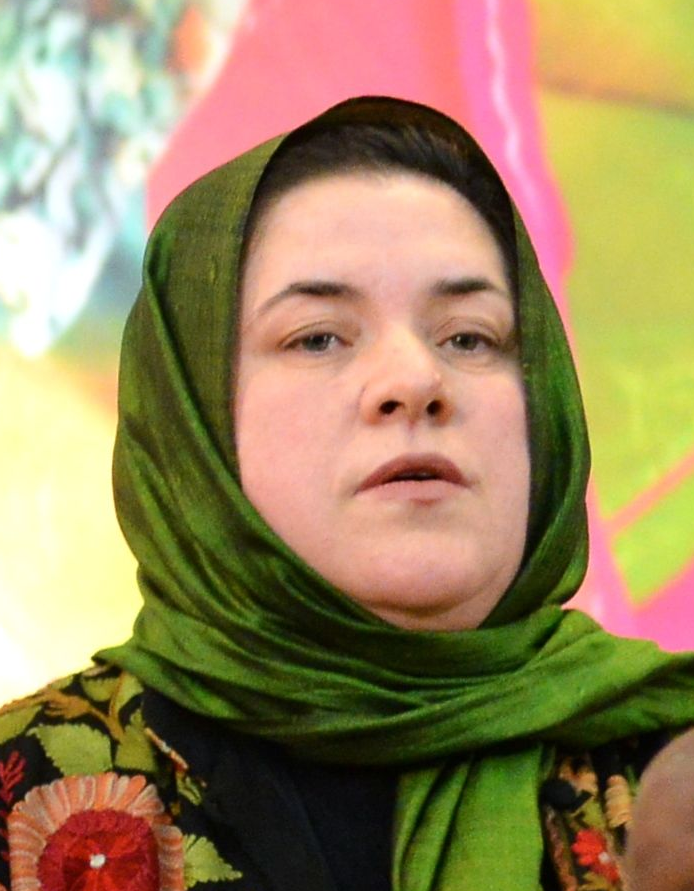
جائزة نساء الشجاعة، 2014. دكتورة نسرين أوراخيل

نَسرين أورياخيل (1964) وزيرة أفغانية، طبيبة نسائية وأخصائية توليد. فازت بجوائز على أعمالها، وأصبحت وزيرة عام 2015.

## حياتها
ولدت نسرين أوراخيل في مدينة كابول عام 1964. وهي طبيبة نسائية وأخصائية توليد، كانت مديرة مستشفى مالالاي للولادة في كابول عاصمة أفغانستان، منذ عام 2004. أسست في هذه المستشفى أول عيادة لعلاج الناسور الناتج عن الولادة في أفغانستان. وهي رئيسة جميعة «صحة الأسرة الأفغانية» غير الحكومية، وعضو في شبكة المرأة الأفغانية، وعضو من المجموعة التي تتمثل مهمتها في إنشاء مجلس طبي في أفغانستان. كما دعمت إنشاء جمعية القابلات الأفغانيات.
حازت على جائزة نساء الشجاعة الدولية في عام 2014.
واستلمت وزارة العمل في أفغانستان عام 2015. حيث كانت إحدى أربع نساء حصلنّ على حقائب وزارية من بين 16 إضافة جديدة لحكومة الوحدة الوطنية التي ترأسها أشرف غني أحمدزي. في 12 تشرين الثاني (نوفمبر) 2016، فصلها البرلمان الأفغاني من الحكومة.